# Alfons Czibulka

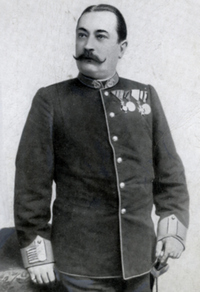
Alfons Czibulka

Alfons Czibulka (* 14. Mai 1842 in Kirchdrauf; † 27. Oktober 1894 in Wien) war ein österreichisch-ungarischer Militärkapellmeister und Komponist. Er ist weder mit dem Schriftsteller Alfons von Czibulka noch mit dem Komponisten Adolphi Czibulka verwandt.

## Leben
Zunächst war Czibulka Kapellmeister an der französischen Oper in Odessa und am Nationaltheater in Innsbruck, 1865 wurde er neben Franz von Suppè 2. Kapellmeister am Carltheater in Wien.
Von 1866 bis 1869 diente Alfons Czibulka als Militärkapellmeister beim österreichisch-ungarischen Infanterieregiment Nr. 17 in Bozen, 1869 bis 1870 in gleicher Funktion bei den „23ern“ in Peterwardein, anschließend bis 1871 beim Infanterieregiment Nr. 20 in Krakau.
Erfolge als Militärdirigent und Tanzkomponist hatte Czibulka als Kapellmeister beim Infanterieregiment Nr. 25 in Prag von 1872 bis 1880. In diesem Jahr gewann er als Vertreter Österreich-Ungarns den Internationalen Concours für Militärorchester in Brüssel. Der mit Rudolf von Österreich-Ungarn verlobten belgischen Prinzessin Stephanie widmete er die Stephanie-Gavotte, die eines der beliebtesten Salonmusik-Werke des 19. Jahrhunderts wurde. (Das Musikstück wurde 2018 im Neujahrskonzert der Wiener Philharmoniker aufgeführt, im Fernsehen verbunden mit einer Ballettübertragung aus dem kaiserlichen Hofpavillon der U-Bahn-Station Hietzing.)
Von 1880 bis 1883 war Czibulka Militärkapellmeister beim Infanterieregiment Nr. 44 in Triest. 1884 wurde seine Operette Pfingsten in Florenz in Wien uraufgeführt; ihr Siegeszug führte sie über verschiedene Bühnen Österreich-Ungarns, Deutschlands und Italiens bis in die Vereinigten Staaten von Amerika.
Als Militärkapellmeister im Infanterieregiment Nr. 31 in Wien von 1883 bis 1887 veranstaltete er vielbeachtete „Componisten-Abende“ gemeinsam mit den Musikern der „30er“ unter Carl Czerny (nicht mit dem Klavierpädagogen verwandt). Als ziviler Musikdirektor war Czibulka u. a. 1889 Dirigent des „Concerthauses Flora“ in  Hamburg. Von 1891 bis 1894 diente er wieder als Militärkapellmeister bei den „19ern“ in Wien.

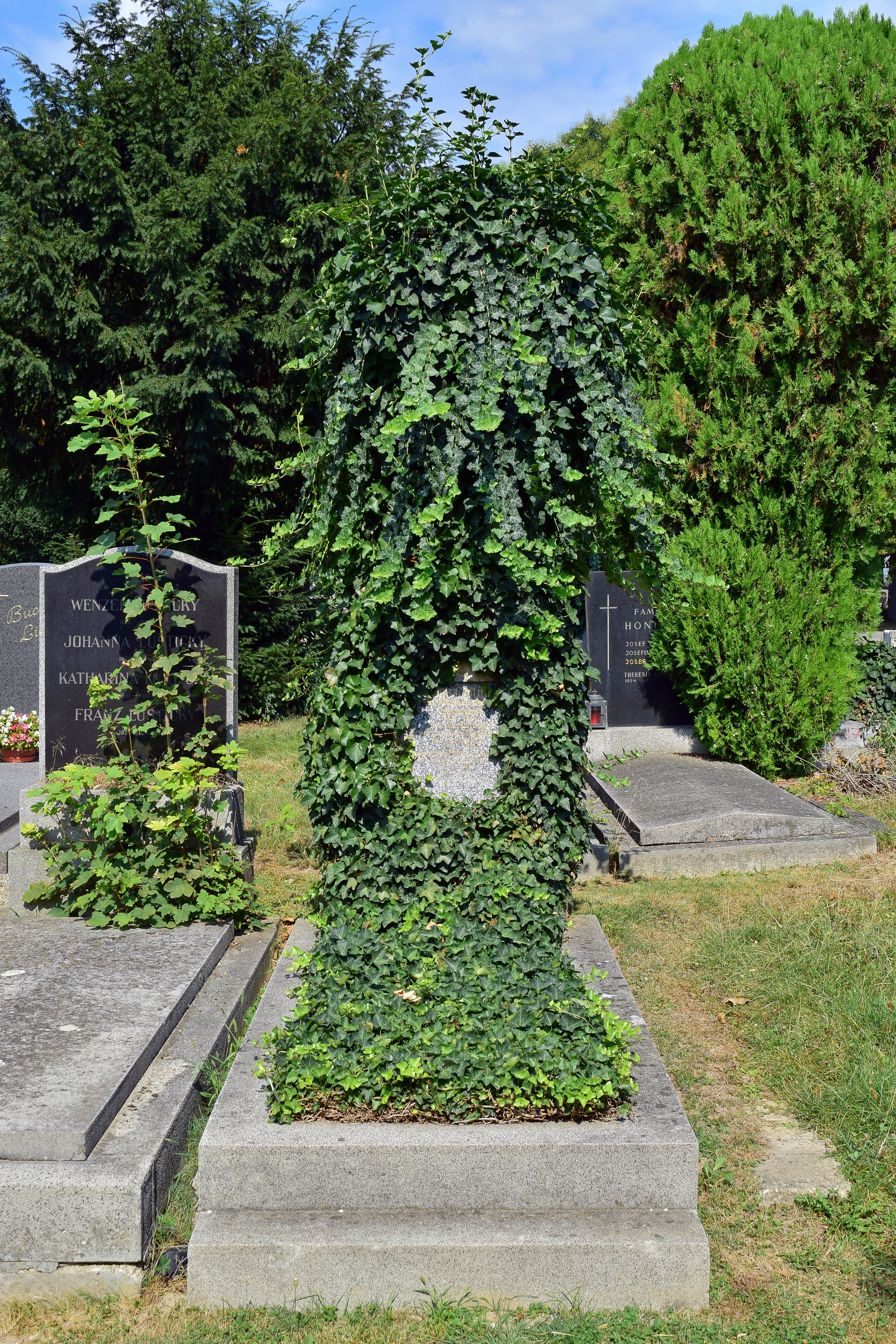
Ehrenhalber gewidmetes Grab auf dem Wiener Zentralfriedhof

Alfons Czibulka wurde in einem ehrenhalber gewidmeten Grab auf dem Wiener Zentralfriedhof (Gruppe 42 A, Reihe 3, Nr. 2) bestattet.
Im Jahr 1938 wurde in Wien-Simmering (11. Bezirk) die Czibulkagasse nach ihm benannt.

## Kompositionen
Alfons Czibulka schrieb ca. 400 Werke, vor allem Märsche und Wiener Tanzmusik. Von seinen Bühnenwerken hatten die Operetten Pfingsten in Florenz (1884) und Der Glücksritter (1887) den größten Erfolg. Ein wesentlicher Teil seiner Kompositionen ist in der Musiksammlung der Wienbibliothek im Rathaus erhalten.
Am erfolgreichsten waren:
- Erzherzog Friedrich-Marsch op. 286 (1878)
- Stephanie-Gavotte op. 312 (1880)
- Vom Donaustrand, Marsch op. 339 (1887)
- Liebestraum nach dem Balle, Intermezzo op. 356 (1890)
- An Dich!, Walzer-Serenade op. 390 (1894)